# Sagittate Hill
Sagittate Hill är en kulle i Antarktis. Den ligger i Östantarktis. Nya Zeeland gör anspråk på området. Toppen på Sagittate Hill är 873 meter över havet.
Terrängen runt Sagittate Hill är kuperad österut, men västerut är den bergig. Trakten är obefolkad. Det finns inga samhällen i närheten.